# Mistrzostwa Rosji w łyżwiarstwie figurowym
Mistrzostwa Rosji w łyżwiarstwie figurowym (ros. Чемпионат России по фигурному катанию на коньках) – krajowe zawody mistrzowskie w Rosji w łyżwiarstwie figurowym rozgrywane najczęściej na przełomie sezonu (grudzień/styczeń).
Pierwsze mistrzostwa Rosji odbyły się w sezonie 1992/1993 i były bezpośrednią kontynuacją mistrzostw Związku Radzieckiego rozgrywanych w latach 1920–1992.

## Medaliści w kategorii seniorów

### Soliści
| Rok                                                                 | Miejsce                                                             | Złoto                                                               | Srebro                                                              | Brąz                                                                | Źr.                                                                 |
| w latach 1920–1992 rozgrywane były mistrzostwa Związku Radzieckiego | w latach 1920–1992 rozgrywane były mistrzostwa Związku Radzieckiego | w latach 1920–1992 rozgrywane były mistrzostwa Związku Radzieckiego | w latach 1920–1992 rozgrywane były mistrzostwa Związku Radzieckiego | w latach 1920–1992 rozgrywane były mistrzostwa Związku Radzieckiego | w latach 1920–1992 rozgrywane były mistrzostwa Związku Radzieckiego |
| ------------------------------------------------------------------- | ------------------------------------------------------------------- | ------------------------------------------------------------------- | ------------------------------------------------------------------- | ------------------------------------------------------------------- | ------------------------------------------------------------------- |
| 1993                                                                | Czelabińsk                                                          | Aleksiej Urmanow                                                    | Oleg Tataurow                                                       | Igor Paszkiewicz                                                    | –                                                                   |
| 1994                                                                | Petersburg                                                          | Aleksiej Urmanow                                                    | Oleg Tataurow                                                       | Igor Paszkiewicz                                                    | –                                                                   |
| 1995                                                                | Moskwa                                                              | Aleksiej Urmanow                                                    | Ilja Kulik                                                          | Oleg Tataurow                                                       | –                                                                   |
| 1996                                                                | Samara                                                              | Aleksiej Urmanow                                                    | Ilja Kulik                                                          | Igor Paszkiewicz                                                    | –                                                                   |
| 1997                                                                | Moskwa                                                              | Ilja Kulik                                                          | Aleksiej Urmanow                                                    | Aleksiej Jagudin                                                    | –                                                                   |
| 1998                                                                | Moskwa                                                              | Ilja Kulik                                                          | Aleksiej Jagudin                                                    | Jewgienij Pluszczenko                                               | –                                                                   |
| 1999                                                                | Moskwa                                                              | Jewgienij Pluszczenko                                               | Aleksiej Jagudin                                                    | Aleksiej Urmanow                                                    | –                                                                   |
| 2000                                                                | Moskwa                                                              | Jewgienij Pluszczenko                                               | Aleksiej Jagudin                                                    | Aleksandr Abt                                                       | –                                                                   |
| 2001                                                                | Moskwa                                                              | Jewgienij Pluszczenko                                               | Aleksiej Jagudin                                                    | Aleksandr Abt                                                       | –                                                                   |
| 2002                                                                | Moskwa                                                              | Jewgienij Pluszczenko                                               | Aleksandr Abt                                                       | Ilja Klimkin                                                        | –                                                                   |
| 2003                                                                | Kazań                                                               | Aleksandr Abt                                                       | Ilja Klimkin                                                        | Stanisław Timczenko                                                 | –                                                                   |
| 2004                                                                | Petersburg                                                          | Jewgienij Pluszczenko                                               | Ilja Klimkin                                                        | Andriej Griaziew                                                    | –                                                                   |
| 2005                                                                | Petersburg                                                          | Jewgienij Pluszczenko                                               | Andriej Griaziew                                                    | Andriej Lezin                                                       | –                                                                   |
| 2006                                                                | Kazań                                                               | Jewgienij Pluszczenko                                               | Ilja Klimkin                                                        | Siergiej Dobrin                                                     | [ 1 ]                                                               |
| 2007                                                                | Mytiszczi                                                           | Andriej Griaziew                                                    | Andriej Łutaj                                                       | Siergiej Dobrin                                                     | [ 2 ]                                                               |
| 2008                                                                | Petersburg                                                          | Siergiej Woronow                                                    | Andriej Łutaj                                                       | Andriej Griaziew                                                    | –                                                                   |
| 2009                                                                | Kazań                                                               | Siergiej Woronow                                                    | Artiom Borodulin                                                    | Andriej Łutaj                                                       | –                                                                   |
| 2010                                                                | Petersburg                                                          | Jewgienij Pluszczenko                                               | Siergiej Woronow                                                    | Artiom Borodulin                                                    | [ 3 ]                                                               |
| 2011                                                                | Sarańsk                                                             | Konstantin Mieńszow                                                 | Artur Gaczinski                                                     | Żan Busz                                                            | [ 4 ]                                                               |
| 2012                                                                | Sarańsk                                                             | Jewgienij Pluszczenko                                               | Artur Gaczinski                                                     | Siergiej Woronow                                                    | [ 5 ]                                                               |
| 2013                                                                | Soczi                                                               | Jewgienij Pluszczenko                                               | Siergiej Woronow                                                    | Konstantin Mieńszow                                                 | [ 6 ]                                                               |
| 2014                                                                | Soczi                                                               | Maksim Kowtun                                                       | Jewgienij Pluszczenko                                               | Siergiej Woronow                                                    | [ 7 ]                                                               |
| 2015                                                                | Soczi                                                               | Maksim Kowtun                                                       | Siergiej Woronow                                                    | Adjan Pitkiejew                                                     | [ 8 ]                                                               |
| 2016                                                                | Jekaterynburg                                                       | Maksim Kowtun                                                       | Michaił Kolada                                                      | Aleksandr Pietrow                                                   | [ 9 ]                                                               |
| 2017                                                                | Czelabińsk                                                          | Michaił Kolada                                                      | Aleksandr Samarin                                                   | Maksim Kowtun                                                       | [ 10 ]                                                              |
| 2018                                                                | Petersburg                                                          | Michaił Kolada                                                      | Aleksandr Samarin                                                   | Dmitrij Alijew                                                      | [ 11 ]                                                              |
| 2019                                                                | Sarańsk                                                             | Maksim Kowtun                                                       | Michaił Kolada                                                      | Aleksandr Samarin                                                   | [ 12 ]                                                              |
| 2020                                                                | Krasnojarsk                                                         | Dmitrij Alijew                                                      | Artur Danijelan                                                     | Aleksandr Samarin                                                   | [ 13 ]                                                              |
| 2021                                                                | Czelabińsk                                                          | Michaił Kolada                                                      | Makar Ignatow                                                       | Mark Kondratiuk                                                     | [ 14 ]                                                              |
| 2022                                                                | Petersburg                                                          | Mark Kondratiuk                                                     | Michaił Kolada                                                      | Andriej Mozalow                                                     | [ 15 ]                                                              |

### Solistki
| Rok                                                                 | Miejsce                                                             | Złoto                                                               | Srebro                                                              | Brąz                                                                | Źr.                                                                 |
| w latach 1920–1992 rozgrywane były mistrzostwa Związku Radzieckiego | w latach 1920–1992 rozgrywane były mistrzostwa Związku Radzieckiego | w latach 1920–1992 rozgrywane były mistrzostwa Związku Radzieckiego | w latach 1920–1992 rozgrywane były mistrzostwa Związku Radzieckiego | w latach 1920–1992 rozgrywane były mistrzostwa Związku Radzieckiego | w latach 1920–1992 rozgrywane były mistrzostwa Związku Radzieckiego |
| ------------------------------------------------------------------- | ------------------------------------------------------------------- | ------------------------------------------------------------------- | ------------------------------------------------------------------- | ------------------------------------------------------------------- | ------------------------------------------------------------------- |
| 1993                                                                | Czelabińsk                                                          | Marija Butyrska                                                     | Julija Worobjowa                                                    | Tatjana Raczkowa                                                    | –                                                                   |
| 1994                                                                | Petersburg                                                          | Olga Markowa                                                        | Marija Butyrska                                                     | Irina Słucka                                                        | –                                                                   |
| 1995                                                                | Moskwa                                                              | Marija Butyrska                                                     | Olga Markowa                                                        | Irina Słucka                                                        | –                                                                   |
| 1996                                                                | Samara                                                              | Marija Butyrska                                                     | Irina Słucka                                                        | Olga Markowa                                                        | –                                                                   |
| 1997                                                                | Moskwa                                                              | Marija Butyrska                                                     | Olga Markowa                                                        | Irina Słucka                                                        | –                                                                   |
| 1998                                                                | Moskwa                                                              | Marija Butyrska                                                     | Julija Sołdatowa                                                    | Jelena Sokołowa                                                     | –                                                                   |
| 1999                                                                | Moskwa                                                              | Marija Butyrska                                                     | Julija Sołdatowa                                                    | Wiktorija Wołczkowa                                                 | –                                                                   |
| 2000                                                                | Moskwa                                                              | Irina Słucka                                                        | Marija Butyrska                                                     | Wiktorija Wołczkowa                                                 | –                                                                   |
| 2001                                                                | Moskwa                                                              | Irina Słucka                                                        | Wiktorija Wołczkowa                                                 | Marija Butyrska                                                     | –                                                                   |
| 2002                                                                | Moskwa                                                              | Irina Słucka                                                        | Marija Butyrska                                                     | Wiktorija Wołczkowa                                                 | –                                                                   |
| 2003                                                                | Kazań                                                               | Jelena Sokołowa                                                     | Irina Słucka                                                        | Tatjana Basowa                                                      | –                                                                   |
| 2004                                                                | Petersburg                                                          | Jelena Sokołowa                                                     | Julija Sołdatowa                                                    | Kristina Obłasowa                                                   | –                                                                   |
| 2005                                                                | Petersburg                                                          | Irina Słucka                                                        | Jelena Sokołowa                                                     | Lilija Biktagirowa                                                  | –                                                                   |
| 2006                                                                | Kazań                                                               | Jelena Sokołowa                                                     | Wiktorija Wołczkowa                                                 | Lilija Biktagirowa                                                  | [ 1 ]                                                               |
| 2007                                                                | Mytiszczi                                                           | Ksienija Doronina                                                   | Aleksandra Ijewlewa                                                 | Jelena Sokołowa                                                     | [ 2 ]                                                               |
| 2008                                                                | Petersburg                                                          | Ksienija Doronina                                                   | Nina Pietuszkowa                                                    | Olga Najdionowa                                                     | –                                                                   |
| 2009                                                                | Kazań                                                               | Adelina Sotnikowa                                                   | Jelizawieta Tuktamyszewa                                            | Katarina Gierboldt                                                  | –                                                                   |
| 2010                                                                | Petersburg                                                          | Ksienija Makarowa                                                   | Alona Leonowa                                                       | Jelizawieta Tuktamyszewa                                            | [ 3 ]                                                               |
| 2011                                                                | Sarańsk                                                             | Adelina Sotnikowa                                                   | Alona Leonowa                                                       | Jelizawieta Tuktamyszewa                                            | [ 4 ]                                                               |
| 2012                                                                | Sarańsk                                                             | Adelina Sotnikowa                                                   | Julija Lipnicka                                                     | Alona Leonowa                                                       | [ 5 ]                                                               |
| 2013                                                                | Soczi                                                               | Jelizawieta Tuktamyszewa                                            | Jelena Radionowa                                                    | Adelina Sotnikowa                                                   | [ 6 ]                                                               |
| 2014                                                                | Soczi                                                               | Adelina Sotnikowa                                                   | Julija Lipnicka                                                     | Jelena Radionowa                                                    | [ 7 ]                                                               |
| 2015                                                                | Soczi                                                               | Jelena Radionowa                                                    | Jelizawieta Tuktamyszewa                                            | Jewgienija Miedwiediewa                                             | [ 8 ]                                                               |
| 2016                                                                | Jekaterynburg                                                       | Jewgienija Miedwiediewa                                             | Jelena Radionowa                                                    | Anna Pogoriła                                                       | [ 9 ]                                                               |
| 2017                                                                | Czelabińsk                                                          | Jewgienija Miedwiediewa                                             | Alina Zagitowa                                                      | Marija Sotskowa                                                     | [ 10 ]                                                              |
| 2018                                                                | Petersburg                                                          | Alina Zagitowa                                                      | Marija Sotskowa                                                     | Alona Kostornoj                                                     | [ 11 ]                                                              |
| 2019                                                                | Sarańsk                                                             | Anna Szczerbakowa                                                   | Aleksandra Trusowa                                                  | Alona Kostornoj                                                     | [ 12 ]                                                              |
| 2020                                                                | Krasnojarsk                                                         | Anna Szczerbakowa                                                   | Alona Kostornoj                                                     | Aleksandra Trusowa                                                  | [ 16 ]                                                              |
| 2021                                                                | Czelabińsk                                                          | Anna Szczerbakowa                                                   | Kamiła Walijewa                                                     | Aleksandra Trusowa                                                  | [ 17 ]                                                              |
| 2022                                                                | Petersburg                                                          | Aleksandra Trusowa                                                  | Anna Szczerbakowa                                                   | Adielija Pietrosian                                                 | [ 18 ] [ 19 ]                                                       |

### Pary sportowe
| Rok                                                                 | Miejsce                                                             | Złoto                                                               | Srebro                                                              | Brąz                                                                | Źr.                                                                 |
| w latach 1920–1992 rozgrywane były mistrzostwa Związku Radzieckiego | w latach 1920–1992 rozgrywane były mistrzostwa Związku Radzieckiego | w latach 1920–1992 rozgrywane były mistrzostwa Związku Radzieckiego | w latach 1920–1992 rozgrywane były mistrzostwa Związku Radzieckiego | w latach 1920–1992 rozgrywane były mistrzostwa Związku Radzieckiego | w latach 1920–1992 rozgrywane były mistrzostwa Związku Radzieckiego |
| ------------------------------------------------------------------- | ------------------------------------------------------------------- | ------------------------------------------------------------------- | ------------------------------------------------------------------- | ------------------------------------------------------------------- | ------------------------------------------------------------------- |
| 1993                                                                | Czelabińsk                                                          | Jewgienija Szyszkowa / Wadim Naumow                                 | Marina Jelcowa / Andriej Buszkow                                    | Jelena Tobiasz / Siergiej Smirnow                                   | –                                                                   |
| 1994                                                                | Petersburg                                                          | Jekatierina Gordiejewa / Siergiej Grińkow                           | Natalja Miszkutionok / Artur Dmitrijew                              | Jewgienija Szyszkowa / Wadim Naumow                                 | –                                                                   |
| 1995                                                                | Moskwa                                                              | Marina Jelcowa / Andriej Buszkow                                    | Marija Pietrowa / Anton Sicharulidze                                | Natalja Kriestjaninowa / Aleksiej Torczynskij                       | –                                                                   |
| 1996                                                                | Samara                                                              | Jewgienija Szyszkowa / Wadim Naumow                                 | Marina Jelcowa / Andriej Buszkow                                    | Oksana Kazakowa / Artur Dmitrijew                                   | –                                                                   |
| 1997                                                                | Moskwa                                                              | Marina Jelcowa / Andriej Buszkow                                    | Jelena Bierieżna / Anton Sicharulidze                               | Jewgienija Szyszkowa / Wadim Naumow                                 | –                                                                   |
| 1998                                                                | Moskwa                                                              | Marina Jelcowa / Andriej Buszkow                                    | Jelena Bierieżna / Anton Sicharulidze                               | Oksana Kazakowa / Artur Dmitrijew                                   | –                                                                   |
| 1999                                                                | Moskwa                                                              | Jelena Bierieżna / Anton Sicharulidze                               | Marija Pietrowa / Aleksiej Tichonow                                 | Tatjana Tot´mianina / Maksim Marinin                                | –                                                                   |
| 2000                                                                | Moskwa                                                              | Jelena Bierieżna / Anton Sicharulidze                               | Marija Pietrowa / Aleksiej Tichonow                                 | Tatjana Tot´mianina / Maksim Marinin                                | –                                                                   |
| 2001                                                                | Moskwa                                                              | Jelena Bierieżna / Anton Sicharulidze                               | Marija Pietrowa / Aleksiej Tichonow                                 | Tatjana Tot´mianina / Maksim Marinin                                | –                                                                   |
| 2002                                                                | Moskwa                                                              | Jelena Bierieżna / Anton Sicharulidze                               | Tatjana Tot´mianina / Maksim Marinin                                | Marija Pietrowa / Aleksiej Tichonow                                 | –                                                                   |
| 2003                                                                | Kazań                                                               | Tatjana Tot´mianina / Maksim Marinin                                | Marija Pietrowa / Aleksiej Tichonow                                 | Julija Obertas / Aleksiej Sokołow                                   | –                                                                   |
| 2004                                                                | Petersburg                                                          | Tatjana Tot´mianina / Maksim Marinin                                | Marija Pietrowa / Aleksiej Tichonow                                 | Julija Obertas / Aleksiej Sokołow                                   | –                                                                   |
| 2005                                                                | Petersburg                                                          | Tatjana Tot´mianina / Maksim Marinin                                | Marija Pietrowa / Aleksiej Tichonow                                 | Julija Obertas / Aleksiej Sokołow                                   | –                                                                   |
| 2006                                                                | Kazań                                                               | Marija Pietrowa / Aleksiej Tichonow                                 | Julija Obertas / Siergiej Sławnow                                   | Marija Muchortowa / Maksim Trańkow                                  | [ 1 ]                                                               |
| 2007                                                                | Mytiszczi                                                           | Marija Muchortowa / Maksim Trańkow                                  | Julija Obertas / Siergiej Sławnow                                   | Jelena Jefajewa / Aleksiej Mieńszykow                               | [ 2 ]                                                               |
| 2008                                                                | Petersburg                                                          | Yūko Kawaguchi / Aleksandr Smirnow                                  | Marija Muchortowa / Maksim Trańkow                                  | Arina Uszakowa / Siergiej Kariew                                    | –                                                                   |
| 2009                                                                | Kazań                                                               | Yūko Kawaguchi / Aleksandr Smirnow                                  | Marija Muchortowa / Maksim Trańkow                                  | Lubow Iluszeczkina / Nodari Maisuradzie                             | –                                                                   |
| 2010                                                                | Petersburg                                                          | Yūko Kawaguchi / Aleksandr Smirnow                                  | Marija Muchortowa / Maksim Trańkow                                  | Wiera Bazarowa / Jurij Łarionow                                     | [ 3 ]                                                               |
| 2011                                                                | Sarańsk                                                             | Tetiana Wołosożar / Maksim Trańkow                                  | Yūko Kawaguchi / Aleksandr Smirnow                                  | Wiera Bazarowa / Jurij Łarionow                                     | [ 4 ]                                                               |
| 2012                                                                | Sarańsk                                                             | Wiera Bazarowa / Jurij Łarionow                                     | Ksienija Stołbowa / Fiodor Klimow                                   | Anastasija Martiuszewa / Aleksiej Rogonow                           | [ 5 ]                                                               |
| 2013                                                                | Soczi                                                               | Tetiana Wołosożar / Maksim Trańkow                                  | Yūko Kawaguchi / Aleksandr Smirnow                                  | Ksienija Stołbowa / Fiodor Klimow                                   | [ 6 ]                                                               |
| 2014                                                                | Soczi                                                               | Ksienija Stołbowa / Fiodor Klimow                                   | Wiera Bazarowa / Jurij Łarionow                                     | Marija Wygałowa / Jegor Zakrojew                                    | [ 7 ]                                                               |
| 2015                                                                | Soczi                                                               | Ksienija Stołbowa / Fiodor Klimow                                   | Jewgienija Tarasowa / Władimir Morozow                              | Yūko Kawaguchi / Aleksandr Smirnow                                  | [ 8 ]                                                               |
| 2016                                                                | Jekaterynburg                                                       | Tetiana Wołosożar / Maksim Trańkow                                  | Yūko Kawaguchi / Aleksandr Smirnow                                  | Jewgienija Tarasowa / Władimir Morozow                              | [ 9 ]                                                               |
| 2017                                                                | Czelabińsk                                                          | Ksienija Stołbowa / Fiodor Klimow                                   | Jewgienija Tarasowa / Władimir Morozow                              | Natalja Zabijako / Aleksandr Enbiert                                | [ 10 ]                                                              |
| 2018                                                                | Petersburg                                                          | Jewgienija Tarasowa / Władimir Morozow                              | Ksienija Stołbowa / Fiodor Klimow                                   | Natalja Zabijako / Aleksandr Enbiert                                | [ 11 ]                                                              |
| 2019                                                                | Sarańsk                                                             | Jewgienija Tarasowa / Władimir Morozow                              | Natalja Zabijako / Aleksandr Enbiert                                | Aleksandra Bojkowa / Dmitrij Kozłowskij                             | [ 12 ]                                                              |
| 2020                                                                | Krasnojarsk                                                         | Aleksandra Bojkowa / Dmitrij Kozłowskij                             | Jewgienija Tarasowa / Władimir Morozow                              | Darja Pawluczenko / Dienis Chodykin                                 | [ 20 ]                                                              |
| 2021                                                                | Czelabińsk                                                          | Jewgienija Tarasowa / Władimir Morozow                              | Aleksandra Bojkowa / Dmitrij Kozłowskij                             | Darja Pawluczenko / Dienis Chodykin                                 | [ 21 ]                                                              |
| 2022                                                                | Petersburg                                                          | Anastasija Miszyna / Aleksandr Gallamow                             | Aleksandra Bojkowa / Dmitrij Kozłowskij                             | Jewgienija Tarasowa / Władimir Morozow                              | [ 22 ]                                                              |

### Pary taneczne
| Rok                                                                 | Miejsce                                                             | Złoto                                                               | Srebro                                                              | Brąz                                                                | Źr.                                                                 |
| w latach 1920–1992 rozgrywane były mistrzostwa Związku Radzieckiego | w latach 1920–1992 rozgrywane były mistrzostwa Związku Radzieckiego | w latach 1920–1992 rozgrywane były mistrzostwa Związku Radzieckiego | w latach 1920–1992 rozgrywane były mistrzostwa Związku Radzieckiego | w latach 1920–1992 rozgrywane były mistrzostwa Związku Radzieckiego | w latach 1920–1992 rozgrywane były mistrzostwa Związku Radzieckiego |
| ------------------------------------------------------------------- | ------------------------------------------------------------------- | ------------------------------------------------------------------- | ------------------------------------------------------------------- | ------------------------------------------------------------------- | ------------------------------------------------------------------- |
| 1993                                                                | Czelabińsk                                                          | Oksana Griszczuk / Jewgienij Płatow                                 | Jelena Kustarowa / Oleg Owsiannikow                                 | Anżelika Kryłowa / Władimir Fiodorow                                | –                                                                   |
| 1994                                                                | Petersburg                                                          | Anżelika Kryłowa / Władimir Fiodorow                                | Irina Łobaczowa / Ilja Awierbuch                                    | Jelena Kustarowa / Oleg Owsiannikow                                 | –                                                                   |
| 1995                                                                | Moskwa                                                              | Anżelika Kryłowa / Oleg Owsiannikow                                 | Jelena Kustarowa / Vazgen Azrojan                                   | Irina Łobaczowa / Ilja Awierbuch                                    | –                                                                   |
| 1996                                                                | Samara                                                              | Oksana Griszczuk / Jewgienij Płatow                                 | Anżelika Kryłowa / Oleg Owsiannikow                                 | Irina Łobaczowa / Ilja Awierbuch                                    | –                                                                   |
| 1997                                                                | Moskwa                                                              | Irina Łobaczowa / Ilja Awierbuch                                    | Olga Szarutienko / Dmitrij Naumkin                                  | Jekatierina Dawydowa / Roman Kostomarow                             | –                                                                   |
| 1998                                                                | Moskwa                                                              | Anżelika Kryłowa / Oleg Owsiannikow                                 | Irina Łobaczowa / Ilja Awierbuch                                    | Anna Siemienowicz / Władimir Fiodorow                               | –                                                                   |
| 1999                                                                | Moskwa                                                              | Anżelika Kryłowa / Oleg Owsiannikow                                 | Irina Łobaczowa / Ilja Awierbuch                                    | Tatjana Nawka / Roman Kostomarow                                    | –                                                                   |
| 2000                                                                | Moskwa                                                              | Irina Łobaczowa / Ilja Awierbuch                                    | Anna Siemienowicz / Roman Kostomarow                                | Oksana Potdykowa / Dienis Pietuchow                                 | –                                                                   |
| 2001                                                                | Moskwa                                                              | Irina Łobaczowa / Ilja Awierbuch                                    | Tatjana Nawka / Roman Kostomarow                                    | Natalja Romaniuta / Daniił Barancew                                 | –                                                                   |
| 2002                                                                | Moskwa                                                              | Irina Łobaczowa / Ilja Awierbuch                                    | Tatjana Nawka / Roman Kostomarow                                    | Natalja Romaniuta / Daniił Barancew                                 | –                                                                   |
| 2003                                                                | Kazań                                                               | Tatjana Nawka / Roman Kostomarow                                    | Swietłana Kulikowa / Arseni Makarow                                 | Oksana Domnina / Maksim Szabalin                                    | –                                                                   |
| 2004                                                                | Petersburg                                                          | Tatjana Nawka / Roman Kostomarow                                    | Oksana Domnina / Maksim Szabalin                                    | Swietłana Kulikowa / Witalij Nowikow                                | –                                                                   |
| 2005                                                                | Petersburg                                                          | Oksana Domnina / Maksim Szabalin                                    | Swietłana Kulikowa / Witalij Nowikow                                | Jana Chochłowa / Siergiej Nowicki                                   | –                                                                   |
| 2006                                                                | Kazań                                                               | Tatjana Nawka / Roman Kostomarow                                    | Oksana Domnina / Maksim Szabalin                                    | Jana Chochłowa / Siergiej Nowicki                                   | [ 1 ]                                                               |
| 2007                                                                | Mytiszczi                                                           | Oksana Domnina / Maksim Szabalin                                    | Jana Chochłowa / Siergiej Nowicki                                   | Jekatierina Rublowa / Iwan Szefier                                  | [ 2 ]                                                               |
| 2008                                                                | Petersburg                                                          | Jana Chochłowa / Siergiej Nowicki                                   | Jekatierina Rublowa / Iwan Szefier                                  | Jekatierina Bobrowa / Dmitrij Sołowjow                              | –                                                                   |
| 2009                                                                | Kazań                                                               | Jana Chochłowa / Siergiej Nowicki                                   | Jekatierina Rublowa / Iwan Szefier                                  | Kristina Gorszkowa / Witalij Butikow                                | –                                                                   |
| 2010                                                                | Petersburg                                                          | Oksana Domnina / Maksim Szabalin                                    | Jekatierina Bobrowa / Dmitrij Sołowjow                              | Jekatierina Rublowa / Iwan Szefier                                  | [ 3 ]                                                               |
| 2011                                                                | Sarańsk                                                             | Jekatierina Bobrowa / Dmitrij Sołowjow                              | Jekatierina Riazanowa / Ilja Tkaczenko                              | Jelena Iljinych / Nikita Kacałapow                                  | [ 4 ]                                                               |
| 2012                                                                | Sarańsk                                                             | Jekatierina Bobrowa / Dmitrij Sołowjow                              | Jelena Iljinych / Nikita Kacałapow                                  | Jekatierina Riazanowa / Ilja Tkaczenko                              | [ 5 ]                                                               |
| 2013                                                                | Soczi                                                               | Jekatierina Bobrowa / Dmitrij Sołowjow                              | Jelena Iljinych / Nikita Kacałapow                                  | Jekatierina Riazanowa / Ilja Tkaczenko                              | [ 6 ]                                                               |
| 2014                                                                | Soczi                                                               | Jekatierina Bobrowa / Dmitrij Sołowjow                              | Jelena Iljinych / Nikita Kacałapow                                  | Wiktorija Sinicyna / Rusłan Żyganszyn                               | [ 7 ]                                                               |
| 2015                                                                | Soczi                                                               | Jelena Iljinych / Rusłan Żyganszyn                                  | Ksienija Mońko / Kiriłł Chalawin                                    | Aleksandra Stiepanowa / Iwan Bukin                                  | [ 8 ]                                                               |
| 2016                                                                | Jekaterynburg                                                       | Jekatierina Bobrowa / Dmitrij Sołowjow                              | Wiktorija Sinicyna / Nikita Kacałapow                               | Aleksandra Stiepanowa / Iwan Bukin                                  | [ 9 ]                                                               |
| 2017                                                                | Czelabińsk                                                          | Jekatierina Bobrowa / Dmitrij Sołowjow                              | Aleksandra Stiepanowa / Iwan Bukin                                  | Wiktorija Sinicyna / Nikita Kacałapow                               | [ 10 ]                                                              |
| 2018                                                                | Petersburg                                                          | Jekatierina Bobrowa / Dmitrij Sołowjow                              | Aleksandra Stiepanowa / Iwan Bukin                                  | Tiffany Zahorski / Jonathan Guerreiro                               | [ 11 ]                                                              |
| 2019                                                                | Sarańsk                                                             | Wiktorija Sinicyna / Nikita Kacałapow                               | Aleksandra Stiepanowa / Iwan Bukin                                  | Sofja Jewdokimowa / Jegor Bazin                                     | [ 12 ]                                                              |
| 2020                                                                | Krasnojarsk                                                         | Wiktorija Sinicyna / Nikita Kacałapow                               | Aleksandra Stiepanowa / Iwan Bukin                                  | Tiffany Zahorski / Jonathan Guerreiro                               | [ 23 ]                                                              |
| 2021                                                                | Czelabińsk                                                          | Aleksandra Stiepanowa / Iwan Bukin                                  | Tiffany Zahorski / Jonathan Guerreiro                               | Anastasija Skopcowa / Kiriłł Aloszyn                                | [ 24 ]                                                              |
| 2022                                                                | Petersburg                                                          | Aleksandra Stiepanowa / Iwan Bukin                                  | Diana Davis / Gleb Smołkin                                          | Jelizawieta Chudajbierdijewa / Jegor Bazin                          | [ 25 ]                                                              |